# Southampton
Southampton este un oraș și o Autoritate Unitară în regiunea South East England. Este situat pe coasta de sud a Marii Britanii și este unul dintre cele mai importante porturi ale Regatului Unit.

## Personalități născute aici
- John Everett Millais (1829 - 1896), pictor;
- John Jellicoe (1859 - 1935), amiral;
- Harry Moger (1879 - 1927), fotbalist;
- Ted Drake (1912 - 1995), fotbalist, antrenor;
- Allen Jones (n. 1937), sculptor;
- Gloria Hooper (n. 1939), om politic;
- Tony Newman (n. 1943), muzician;
- Gary Abraham (n. 1959), înotător;
- Neil Johnson (n. 1967), producător de film, regizor;
- Rishi Sunak (n. 1980), om politic, premier al Regatului Unit;
- Wayne Bridge (n. 1980), fotbalist;
- Craig David (n. 1981), cântăreț;
- Christina Novelli (n. 1985), cântăreață.